# Zsidai József
Zsidai József (Felpéc, 1934. január 23. – Miskolc, 2012. július 11.) könyvtáros, a Nehézipari Műszaki Egyetem Központi Könyvtárának főigazgatója.

## Munkássága
Győr-Sopron megyében, Felpécen született 1934-ben, a szülei uradalmi cselédek voltak. Elemi iskolai tanulmányait Lovászpatonán végezte, majd 1954-ben a Pápai Állami Türr István Általános Gimnáziumban érettségizett. Ezt követően felvételizett az Eötvös Loránd Tudományegyetemre, ahol 1958-ban magyar szakos tanári és könyvtárosi diplomát szerzett. 1960-ban, az ELTE-n szerezte meg bölcsészettudományi doktorátusát, majd 1988-ban megvédte kandidátusi disszertációját (A könyvtárközi együttműködés elvi alapjai és meghatározó tényezői).
Első munkahelye 1958-tól a Országos Széchényi Könyvtár zirci Reguly Antal Tudományos Könyvtár volt, majd 1959-ben az ELTE rektori hivatal tudományos munkatársa lett. 1961-ben került Miskolcra, saját szavaival: ekkor „talált rám a miskolci Nehézipari Műszaki Egyetem”, és a Központi Könyvtár vezetője lett. Legfontosabb feladata az volt, hogy egy, az egyetem rangjához méltóan működő könyvtárat hozzon létre. Ennek eléréséhez három pontban foglalta össze a legfontosabb tennivalókat: új könyvtárépület, hasznavehető könyvtári állomány, szakember-ellátottság. A könyvtár akkoriban – szükségmegoldásként – az egyetem A/1-es épületének második emeletén működött. Az új könyvtárépület építészeti előtervei nem voltak megfelelőek, ezért Zsidai József irányításával új tervezési programot állítottak össze az építészek számára, és Tolnay Lajos építész ennek figyelembe vételével készítette el a könyvtár terveit. Az új, nemzetközi színvonalú könyvtárépületet 1969. augusztus 21-én adták át az olvasóknak. 1971-ben sikerült a nagy borsodi vegyi üzemeket bevonni a legmodernebb szakirodalmak beszerzésébe (Borsodi Vegyi Kombinát, Tiszai Vegyi Kombinát, Észak-magyarországi Vegyiművek, Tiszai Kőolajipari Vállalat). Külföldi intézmények sorával alakított ki együttműködést (Freiberger Bergakademie, Nagybányai Bányászati Egyetem, selmecbányai Szlovák Központi Bányászati Levéltár és Múzeum). Az ő vezetése idején került sor az egyetemi levéltár (1982) és múzeum (1985) létrehozására. Zsidai József összesen 35 évig vezette az egyetem könyvtárát, és 1996-ban vonult nyugdíjba (utódja Zsámboki László lett), de ezután is aktív kutatómunkát végzett.
Kutatási területei közé tartozott a könyvtártudomány, a könyvtári informatika, a könyvtárszervezés és a könyvtárosképzés. Közel 200 publikációja van, köztük hét könyv. Rendszeres résztvevője volt a hazai és nemzetközi tudományos konferenciáknak, ahol több nyelven tartott előadásokat. Tagja, majd 1978–1982 között elnöke volt a Magyar Könyvtárosok Egyesületének, 1985 és 1991 között elnökhelyettese volt az Országos Könyvtárügyi Tanácsnak, 1963-tól tagja volt az Egyetemi Könyvtárigazgatók Kollégiumának és 1992-től az Állami UNESCO Bizottság Információs Albizottságának. Nemzetközi szinten 1965-től az IATUL Nemzetközi Könyvtárszövetség elnökségi tagja, majd  1967 és 1969 között elnökhelyettese volt. 1988-tól tagja volt az MTA köztestületeinek (I. Nyelv- és Irodalomtudományok Osztálya, Irodalom- és Kultúratudományi Bizottság, Miskolci Akadémiai Bizottság).

## Elismerései
- 1965 – Szocialista Kultúráért
- 1975 – Szabó Ervin-emlékérem
- 1985 – Magyar Könyvtárosok Egyesületéért emlékérem
- 1987 – Munka Érdemrend ezüst fokozata
- 1990 – címzetes egyetemi docens
- 2009 – Pro Universitate díj
- 2011 – címzetes egyetemi tanár

## Műveiből
- Zsidai József: A tudományos kutatás és a szakirodalmi tevékenység néhány szervezeti és jogi kérdése. Miskolc: Miskolci Nehézipari Műszaki Egyetem; (hely nélkül): Népművelési Propaganda Iroda. 1967.   130. o. = A Nehézipari Műszaki Egyetem Központi Könyvtárának kiadványai,  12.
- Zsidai József: A szakkönyvtári integráció gyakorlata és elmélete. Budapest: Országos Széchényi Könyvtár Könyvtártudományi és Módszertani Központ; Miskolc: Nehézipari Műszaki Egyetem Központi Könyvtára. 1979.   102. o. = A Nehézipari Műszaki Egyetem Központi Könyvtárának kiadványai,  19. ISBN 9632010825
- Zsidai József: A könyvtárközi együttműködés elvi alapjai. Budapest: Országos Széchényi Könyvtár Könyvtártudományi és Módszertani Központ; Miskolc: Nehézipari Műszaki Egyetem Központi Könyvtára. 1984.   107. o. = A Nehézipari Műszaki Egyetem Központi Könyvtárának kiadványai,  22. ISBN 9630151448
- Hiller István – Zsámboki László – Zsidai József: A műszaki felsőoktatás első könyvtára Magyarországon, 1735–1985: Selmecbánya, Sopron, Miskolc. Miskolc: Nehézipari Műszaki Egyetem. 1989.   348. o. = A Nehézipari Műszaki Egyetem Központi Könyvtárának kiadványai,  23. ISBN 9636611653
- Zsidai József:  A kohászati mágnesszalagos információs rendszer.  Könyvtáros,  XXVI. évf.  6. sz. (1976)   310–335. o.